# Провинција Јамаширо
Јамаширо (јап. 山城国) је једна од 66 историјских провинција Јапана, која је постојала од почетка 8. века (закон Таихо из 703. године) до Мејџи реформи у другој половини 19. века. Јамаширо се налазио у централном делу острва Хоншу, у области Кансај.
Царским декретом од 29. августа 1871. све постојеће провинције замењене су префектурама.Територија провинције Јамаширо одговара јужном делу данашње префектуре Кјото.

## Географија
Јамаширо је био једна од такозваних Пет домаћих провинција Јапана и у њему се налазио Кјото, престоница Јапана у периоду од 794. до 1870. Јамаширо је био једна од ретких континенталних провинција у Јапану, без излаза на море. Граничио се са провинцијама Тамба, Сецу и Кавачи на западу, Вакаса на северу, Оми и Ига на истоку и Јамато на југу.

## Историја
Током периода Муромачи (1333-1573) провинција Јамаширо била је под управом гувернера (шуго) из породице Хосокава (рођака шогуна Ашикага). Приликом похода Ода Нобунаге на Кјото (1568) провинција Јамаширо се предала без борбе.